# 福王寺一彦
福王寺 一彦（ふくおうじ かずひこ、1955年4月3日 - ）は、日本の画家。日本藝術院会員。
福王寺法林の次男として、東京都三鷹市に生まれる。1974年に成城学園高等学校卒業後、1978年に院展初入選、1987年、1988年と院展日本美術院賞・大観賞受賞。1992年に院展作品が文化庁に買上げられる。日本美術院奨学金・前田青邨賞受賞、1996年院展文部大臣賞受賞、1998年院展内閣総理大臣賞受賞、2001年日本芸術院賞受賞、2010年芸術院会員。2013年と2020年、2021年、2024年に紺綬褒章と飾版受章。